# Macrocheles subbadius
Macrocheles subbadius är en spindeldjursart som först beskrevs av Berlese 1904.  Macrocheles subbadius ingår i släktet Macrocheles och familjen Macrochelidae. Inga underarter finns listade i Catalogue of Life.